# Клеменс Август Баварский
Климент-Август (нем. Clemens August Ferdinand Maria Hyazinth von Bayern; 17 августа 1700[…], Брюссель — 6 февраля 1761[…], замок Филиппсбург, Кобленц) — епископ Альтэттинга в 1715—1722 годах, князь-епископ Регенсбургский в 1716—1719 годах, князь-епископ Падерборна и Мюнстера с 1719 года, архиепископ и курфюрст Кёльнский с 1723 года, князь-епископ Хильдесхайма с 1724 года, князь-епископ Оснабрюка с 1728 года, великий магистр Тевтонского ордена с 1732 года. Сын баварского курфюрста Максимилиана Эмануэля из династии Виттельсбахов.

## Биография
Преемник с 1723 года своего дяди Иосифа Климента. Унаследовав епископства Падерборн, Мюнстер, Кёльн, Хильдесхайм и Оснабрюк и став гроссмейстером Тевтонского ордена, Климент объединил под своей властью огромные территориальные владения в северо-западной Германии и стремился использовать своё влияние для возвышения баварского дома.
На войне за польский престол (1733—1735 годы) он, вместе с братом Карлом-Альбрехтом, баварским курфюрстом, был на стороне Людовика XV.
Климент деятельно помогал брату и в выборе его в императоры (Карл VII), и в походе на Австрию, пока союзное англо-австрийское войско не вынудило его не только к нейтралитету, но и к войне с его постоянными союзниками — французами, которым он не дал напасть на Ганновер.
После смерти Карла VII и примирения Баварии с Австрией, Климент при избрании императора подал голос за Франца Лотарингского, но вскоре опять примкнул к французской политике и в Семилетней войне был противником Пруссии.
Построил много дворцов и замков. Один из самых известных — комплекс Клеменсверт в Нижней Саксонии.